# Wodospad Podgórnej

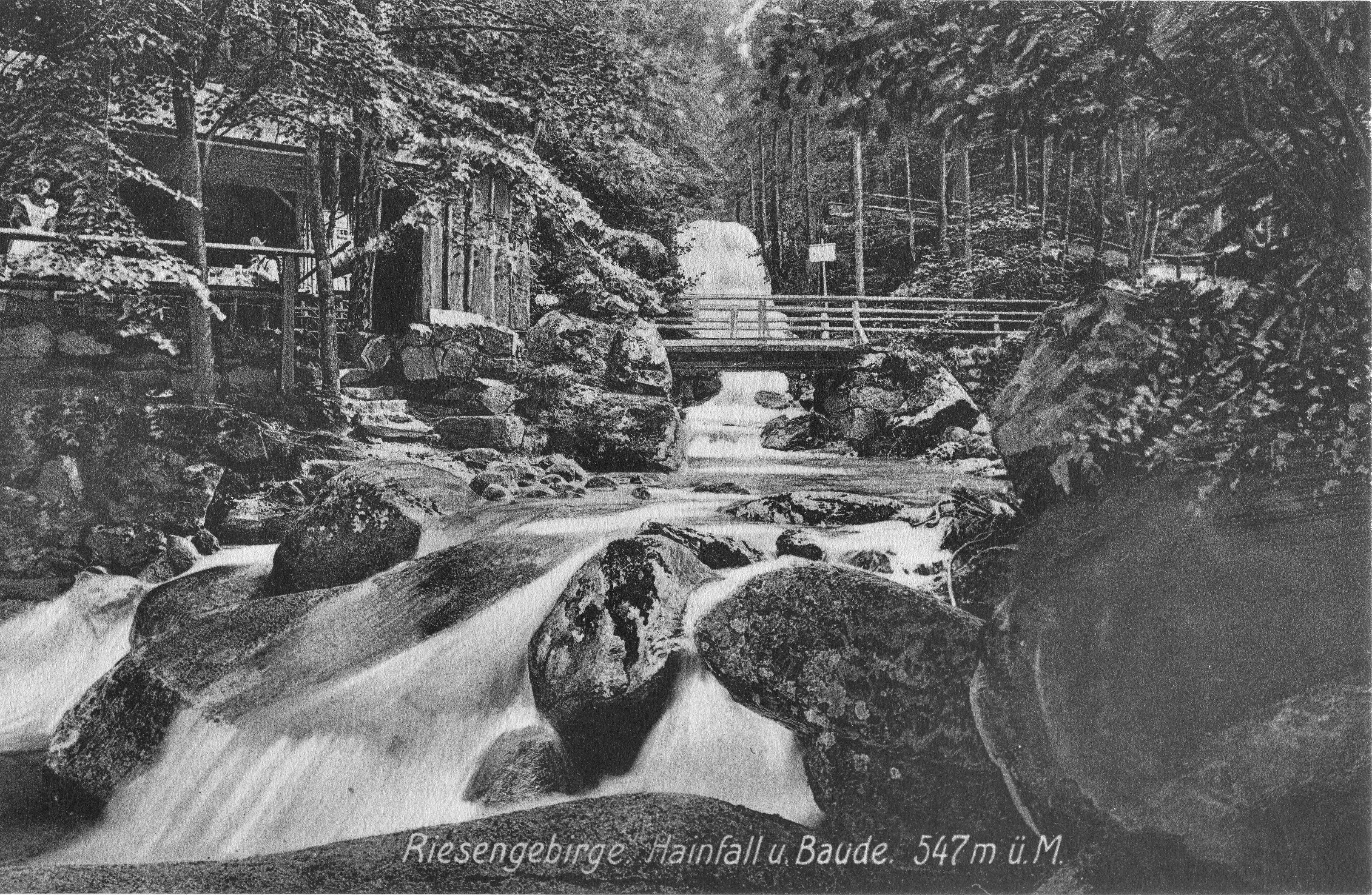
Wodospad Podgórnej – początek XX wieku

Wodospad Podgórnej – trzeci pod względem wysokości wodospad w polskiej części Karkonoszy. Wody potoku Podgórna spadają z 10-metrowego progu skalnego dwiema kaskadami do kotła eworsyjnego. Po obu stronach wodospadu znajdują się granitowe urwiska o wysokości do 15 metrów. Dawniej poniżej wodospadu usytuowana była gospoda, dziś nieistniejąca.
Obok wodospadu prowadzi czarny szlak z Przesieki do Sosnówki. Teren wokół wodospadu znajduje się w obszarze Natura 2000.
Wodospad stanowi największą z atrakcji Przesieki. Przyciąga on rzesze turystów i wczasowiczów (morsy).

## Plany elektrowni
W połowie roku 2007 powstał pomysł pozbawienia wodospadu 70% wody poprzez zbudowanie ponad nim zapory narzutowej i małej hydroenergetycznej siłowni. Projekt prywatnego inwestora zyskał aprobatę władz odpowiedzialnych za ochronę walorów turystycznych regionu, w czerwcu 2007 r. starostwo jeleniogórskie wydało decyzję pozwalającą na budowę. Zgoda została wydana mimo obowiązującej uchwały gminy Podgórzyn regulujących zasady zagospodarowania terenu. Decyzja starostwa jeleniogórskiego została uchylona i tym samym budowa elektrowni wodnej została zaniechana.